# Agabus congener
Agabus congener là một loài bọ cánh cứng bản địa của miền Cổ bắc (bao gồm châu Âu) và Cận Đông. Ở châu Âu, nó chỉ được tìm thấy ở Andorra, Áo, Belarus, Bỉ, Quần đảo Anh, Bungary, Croatia, Cộng hòa Séc, mainland Đan Mạch, Estonia, Phần Lan, chính quốc Pháp, Đức, mainland Hy Lạp, Cộng hòa Ireland, Chính quốc Ý, Kaliningrad, Latvia, Litva, Cộng hòa Macedonia, Bắc Ireland, Na Uy lục địa, Ba Lan, Nga, Sardegna, Slovakia, Chính quốc Tây Ban Nha, Thụy Điển, Thụy Sĩ, Hà Lan và Ukraina.

## Hình ảnh

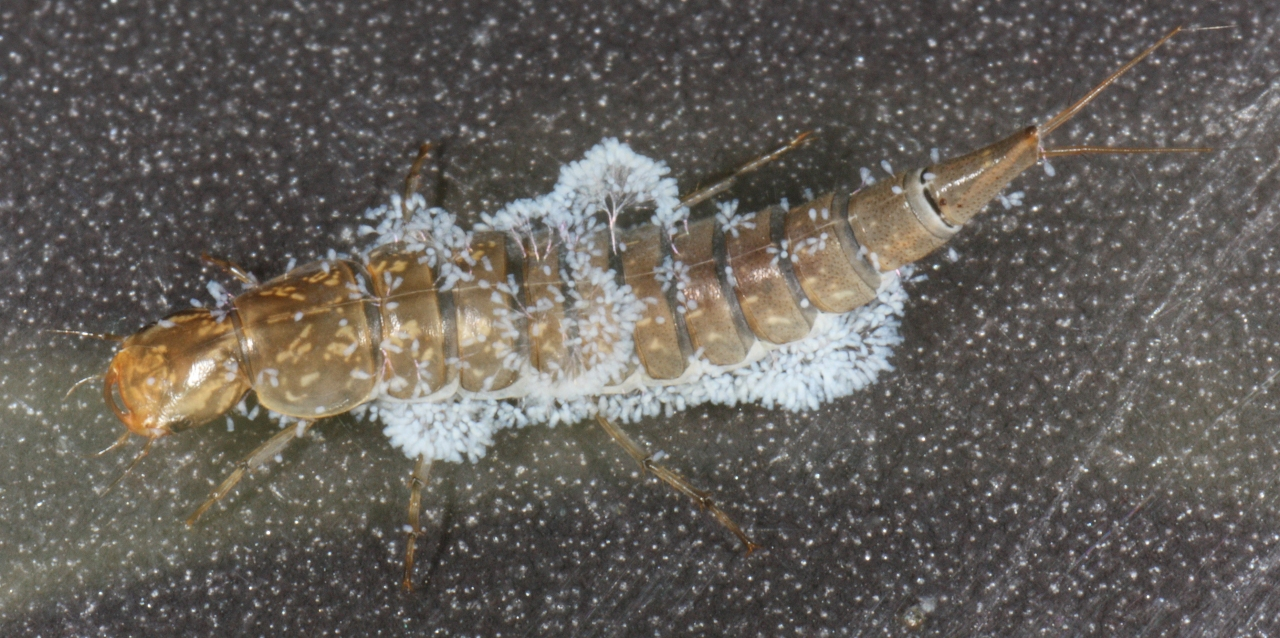
Ấu trùng bị nấm tấn công
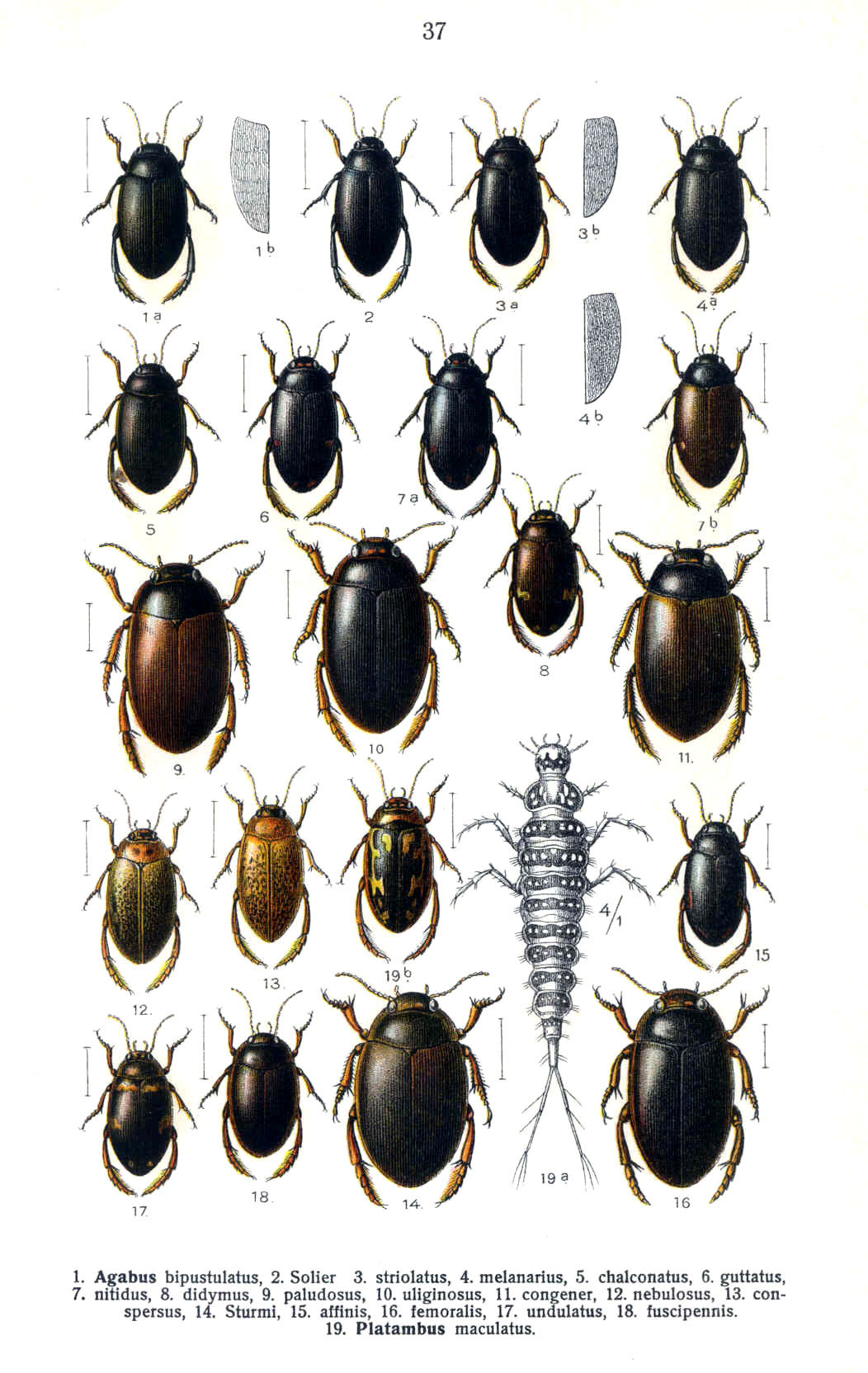
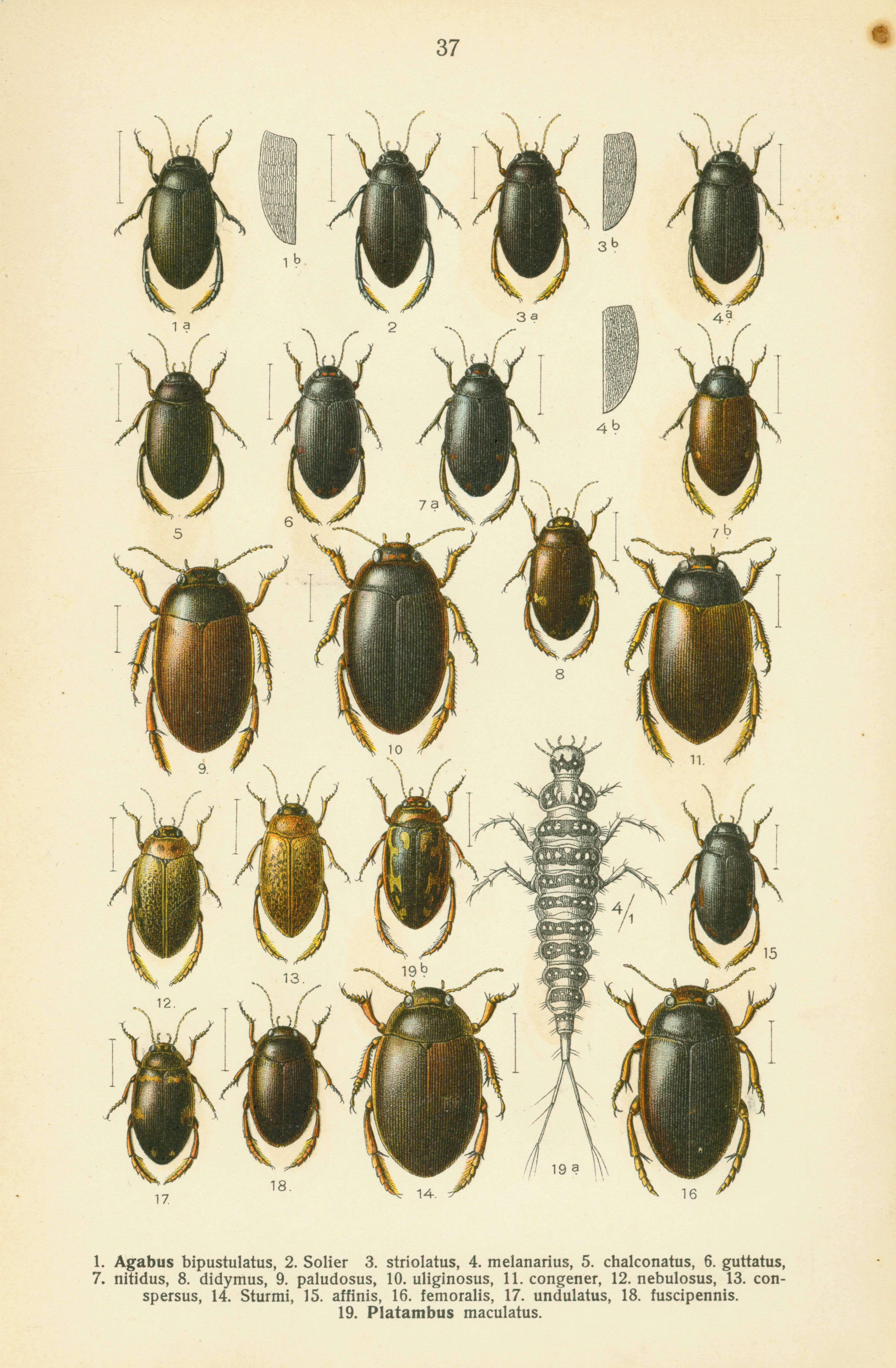